# Jindrich Vacek
Jindrich Vacek   (Plzeň, 3 de gener de 1955) és un escriptor i traductor txec. Va estudiar Filologia romànica (romanès i francès) a la Universitat Carolina de Praga. Durant els seus estudis es va interessar per algunes llengües orientals i romàniques, entre les quals les llengües que es parlen al sud de França (català i occità) i la llengua sarda. Durant els anys 1980-1984 i 1985-1993 va treballar com a lector de llengua txeca a la Universitatea din Bucuresti, on va publicar quatre manuals de txec i un manual de sòrab.

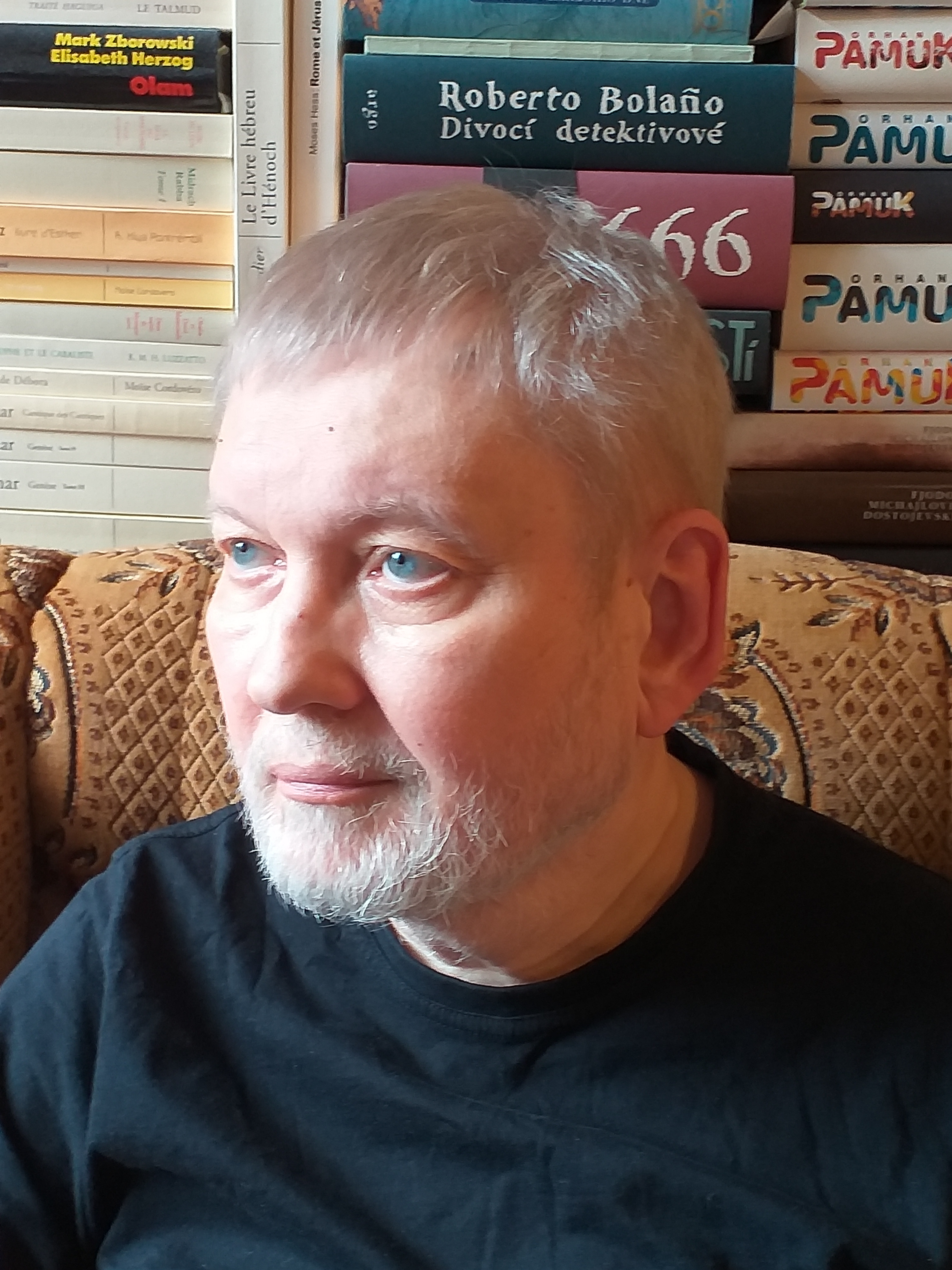
Jindřich Vacek

Va publicar la seva primera traducció (del català) quan tenia 18 anys a la revista del seu institut i després es va dedicar sobretot a traduccions de literatura científica francesa (Claude Lévi-Strauss, Mircea Eliade) i de prosa hebrea contemporània (Agnon, Grossman, Shaham). Després de l'any 1989, va ser el primer a traduir obres de la literatura israeliana directament de l'hebreu al txec. S'ha fet càrrec també de la traducció de les obres La Clau Gaudí, d'Esteban Martín i Andreu Carranza, publicada per l'editorial Argo l'any 2008, i L’abadia del diable de Josep M. Morreres, publicada per l'editorial Argo l'any 2019.
Va ser guardonat amb uns quants premis (1997, 2000 i 2002) per l'Associació Txeca de Traductors (Obec prekladatelu) i el 2007 rebé el Premi Josef Jungmann per a la millor traducció de l'any 2006.
És editor de traduccions txeques de les obres d'Umberto Eco i d'altres escriptors prestigiosos.
Des de l'any 2021 publica la seva pròpia obra literària. És un amic antic de Catalunya, parla català.

## Obres
- Curs practic de limba cehă, TUB (Universitat de Bucareșt), 1985
- Curs practic de limba sorabă, TUB (Universitat de Bucareșt), 1986
- Limba cehă pentru avansați, TUB (Universitat de Bucareșt), 1987
- Limba cehă colocvială, TUB (Universitat de Bucareșt), 1988
- Úvod do četby českého literárního textu, TUB (Universitat de Bucareșt), 1989
- Všechny moje toulky. Lužice, Ceauşeskovo Rumunsko a další (Totes les meves vagabunderies (Lusàcia, la Romania de Ceaușescu i altres), Praga, Academia, 2021 - memòries
- Zajatci Pána bouří (Els presoners del Senyor de les tempestes), Praga, Argo, 2021 - novel·la
- Tři muži na Titaniku (Tres homes al Titànic), Praga, Argo, 2022 - novel·la
- Yucatanské zrcadlo (El Mirall de Yucatán), Praga, Alpha Book, 2023 - novel·la

## Traduccions (bibliografia selecta)
Del francès
- Cerrini /Cerriniová/, Simonetta: Templářská revoluce (La révolution des templiers; Argo, Praga, 2013)
- Clastres, Pierre: Kronika indiánů Guayakí (Chronique des Indiens Guayaki; Argo, Praga, 2003)
- Davy /Davyová/, Mareie-Madeleine: Encyklopedie mystiky I (Encyclopédie des mystiques; Argo, Praga, 2000, amb altres traductors)
- Delumeau, Jean: Hřích a strach (La péché et la peur; Volvox Globator, Praga, 1998, amb altres traductors)
- Eliade, Mircea: Šamanismus a nejstarší techniky extáze (Le chamanisme et les techniques archaïques de l'extase; Argo, Praga, 1997)
- Eliade, Mircea: Kováři a alchymisté (Forgerons et alchimistes; Argo, Praga, 2000)
- Eliade, Mircea: Pojednání o dějinách náboženství (Traité d’histoire des religions; Argo, Praga, 2004)
- Eliade, Mircea: Zkouška labyrintem (L’Épreuve du labyrinthe; CDK, Brno)
- Hayoun, Maurice-Ruben: Židovské osvícení I. (Les lumières de Cordoue à Berlin; Volvox Globator, Praga, 1998)
- Lévy-Bruhl, Lucien: Myšlení člověka primitiního (La mentalité primitive; Argo, Praga, 1999)
- Lévi-Strauss, Claude: Strukturální antropologie (Anthropologie structurale, Argo, Praga, 2006)
- Lévi-Strauss, Claude: Strukturální antropologie – dvě (Anthropologie structurale – deux, Argo, Praga, 2007)
- Lévi-Strauss, Claude: Mythologica I, Syrové a vařené (Mythologiques I, Le cru et le cuit; Argo, Praga, 2006)
- Perrin, Michel: Cesta mrtvých Indiánů (Le chemin des Indiens morts; Argo, Praga, 2000)
- Rosny, Eric de: Vládcové noci (Le yeux de ma chèvre; Argo, Praga, 2001)
- Sade, markýz de: Kruté morality (L'époux complaisant et autres récits. Les crimes de l'amour; Aurora, Praga, 1997)
- Todorov, Tzvetan: Strach z barbarů (La peur des barbares; Paseka, Praha-Litomyšl, 2011)

Del romanès
- Ciobanu, Mircea: Kniha synů (Cartea fiilor; revista Tvar 10/2012, fragment)
- Luca, Eugen: Pogrom (Pogrom, Iași, duminică 29 iunie 1941; Argo, Praga, 2007)
- Paler, Octavian: Život na nástupišti (Viața pe un peron; Mladá fronta, Praga, 2009)
- Sebastian, Mihail: Deník 1935-1944 (Jurnal 1935-1944; Sefer, Praga, 2004)
- Vasilache, Vasile: Elegie pro Annu-Marii (Elegie pentru Anna-Maria; Lidové nakladatelství, Praga, 1990)
- Zografi, Vlad: Polib mě! (Sărută-mă; revista Tvar 10/2012, fragment)

De l'italià
- Cipolla, Carlo M.: Základní zákony lidské blbosti (Allegro ma non troppo; Argo, Praga, 2012)
- Eco, Umberto: Dějiny krásy (Storia della Bellezza; Argo, Praga, 2005, amb altres traductors)
- Eco, Umberto: Dějiny ošklivosti (Storia della Bruttezza; Argo, Praga, 2007, amb altres traductors)
- Eco, Umberto: Dějiny legendárních zemí a míst (Storia delle terre e dei luoghi leggendari; Argo, Praga, 2013, amb altres traductors)

De l'hebreu
- Agnon, Šmuel Josef: Šátek a jiné povídky (Ha-mitpachat; Mladá fronta, Praga, 1999)
- Grossman, David: Viz LÁSKA (Ajen erech: ahava; Mladá fronta, Praga, 1996)
- Grossman, David: Mít s kým běžet (Mišehu laruc ito; Mladá fronta, Praga, 2010)
- Kenan, Amos: Cesta do Ejn Charod (Ha-derech le-Ejn Charod; Ivo Železný, Praga, 1993)
- Šacham, Natan: Rosendorfovo kvarteto (Revi‘ijat Rozendorf; Paseka, Praga-Litomyšl, 2001)

Del jiddisch
- Majsebuch sau Cartea legendelor și povestirilor idișului, publicată în Basel de Jaakov Bar Avraham (Ejn šön majsebuch, Jindřich Vacek, Plzeň, 2005, vol. II, 2006)

Del català
- Martín, Esteban; Carranza, Andreu: Gaudího klíč (La Clau Gaudí; Argo, Praga, 2008)
- Josep M. Morreres,  Ďáblovo opatství (L’abadia del diable; Argo, Praga 2019)

## Lectura addicional
- KDO JE KDO, osobnosti české současnosti, Agentura Kdo je kdo 2005, entrada Jindřich Vacek
- Nemám rád bílá místa na mapě, entrevista amb Jindřich Vacek, Tvar 2012/17, pp. 1 și 4-5
- Větu za větou, entrevista amb Jindřich Vacek, Roš chodeš, març 2021, pp. 6-7 și 12

## Enllanços externs
- - Llista d'obres  a la Biblioteca Nacional de la República Txeca, l'autor o el tema de les quals és Jindřich Vacek
  - Odvaha k jazyku, recull de contribucions de l'esdeveniment cultural de l'Associació Txeca de Traductors, p. 32: medalló de Jindřich Vacek (escrit per Anežka Charvátová))
  - Jindřich Vacek, stránky spisovatele, bibliografia completa amb exemples de traduccions i treballs propis
  - Knihovna Národního muzea Jindřich Vacek a la Biblioteca del Museu Nacional (txec)